# Gephyrochromis
Gephyrochromis — рід окунеподібних риб родини цихлові (Cichlidae).

## Види
Рід налічує 2 види :
- Gephyrochromis lawsi Fryer 1957
- Gephyrochromis moorii Boulenger 1901

## Переглянуті (старі) назви
- Gephyrochromis linnellii Lönnberg 1903 див. Sarotherodon linnellii (Lönnberg 1903)